# Alfonso Balcázar
Alfonso Balcázar Granda (Barcellona, 2 marzo 1926 – Barcellona, 28 dicembre 1993) è stato un regista, sceneggiatore e produttore cinematografico spagnolo.
Ha scritto 46 pellicole e diretto 29 film tra il 1958 e il 1984, lavorando intensamente nel genere degli spaghetti western.

## Filmografia parziale

### Regista e sceneggiatore
- 5.000 dollari sull'asso (Los pistoleros de Arizona) (1964)
- Dinamite Jim (1966)
- Clint il solitario (Clint el solitario) (1967)
- Con la morte alle spalle (Con la muerte a la espalda) (1967)
- Il cadavere di Helen non mi dava pace (La casa de las muertas vivientes) (1972)
- Attento gringo... è tornato Sabata! (Judas... ¡toma tus monedas!), co-regia con Pedro Luis Ramírez (1972)
- I bandoleros della dodicesima ora (1972)
- Los inmorales (1974)
- Julieta (1983)

### Regista
- L'uomo che viene da Canyon City (1965)
- L'uomo dalla pistola d'oro (1965)
- Sartana non perdona (1968)
- Il ritorno di Clint il solitario (1972)

### Sceneggiatore
- Amore a prima vista, regia di Franco Rossi (1958)
- Gli invincibili dieci gladiatori, regia di Nick Nostro (1964)
- Il ranch degli spietati (Oklahoma John), regia di Jaime Jesús Balcázar e Roberto Bianchi Montero (1965)
- Agente 3S3 - Passaporto per l'inferno, regia di Sergio Sollima (1965)
- 100.000 dollari per Ringo, regia di Alberto De Martino (1965)
- Una pistola per Ringo, regia di Duccio Tessari (1965)
- Sicario 77, vivo o morto, regia di Mino Guerrini (1966)
- La legge della violenza (Tutti o nessuno), regia di Gianni Crea (1969)
- Passi di danza su una lama di rasoio, regia di Maurizio Pradeaux (1973)

### Produttore
- Occhio per occhio, dente per dente (Destino: Estambul 68), regia di Miguel Iglesias (1967)
- Il ritorno di Clint il solitario, regia di Alfonso Balcázar (1972)
- Attento gringo... è tornato Sabata! (Judas... ¡toma tus monedas!), regia di Alfonso Balcázar e Pedro Luis Ramírez (1972)